# C.C.A. Christensen
Carl Christian Anton Christensen, född 28 november 1831, död 3 juli 1912, var en dansk-amerikansk konstnär som är känd för sina illustrationer av Jesu Kristi Kyrka av Sista Dagars Heligas historia.
Han föddes i Köpenhamn och studerade vid Det Kongelige Danske Kunstakademi. Han blev döpt i mormonkyrkan 1850. Han var missionär i Danmark och Norge och efter en tid i England, där han gifte sig med norskan Elsie Scheel Haarby, flyttade han till Utahterritoriet.
Christensen är bland annat känd för sin Mormon Panorama, ett verk med 23 bilder som skildrar kyrkans historia, sammanlagt 175 fot (ca 53 meter) långt, som Christensen turnerade med från slutet av 1870-talet. Han målade också väggmålningar i mormontemplen i Manti och St. George.
Christensen skrev också psalmer och poesi.

## Bilder

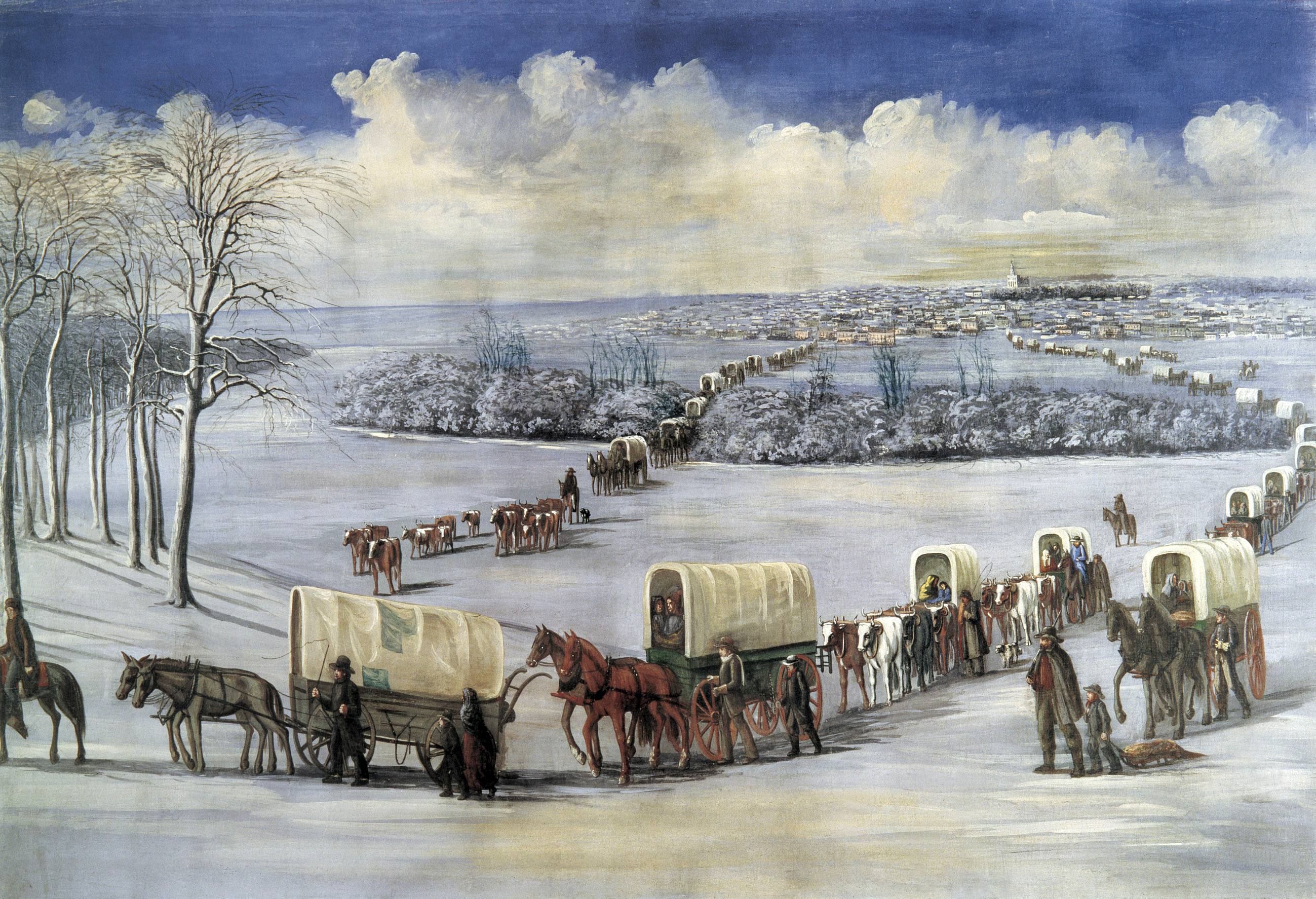
"Crossing the Mississippi on the Ice"
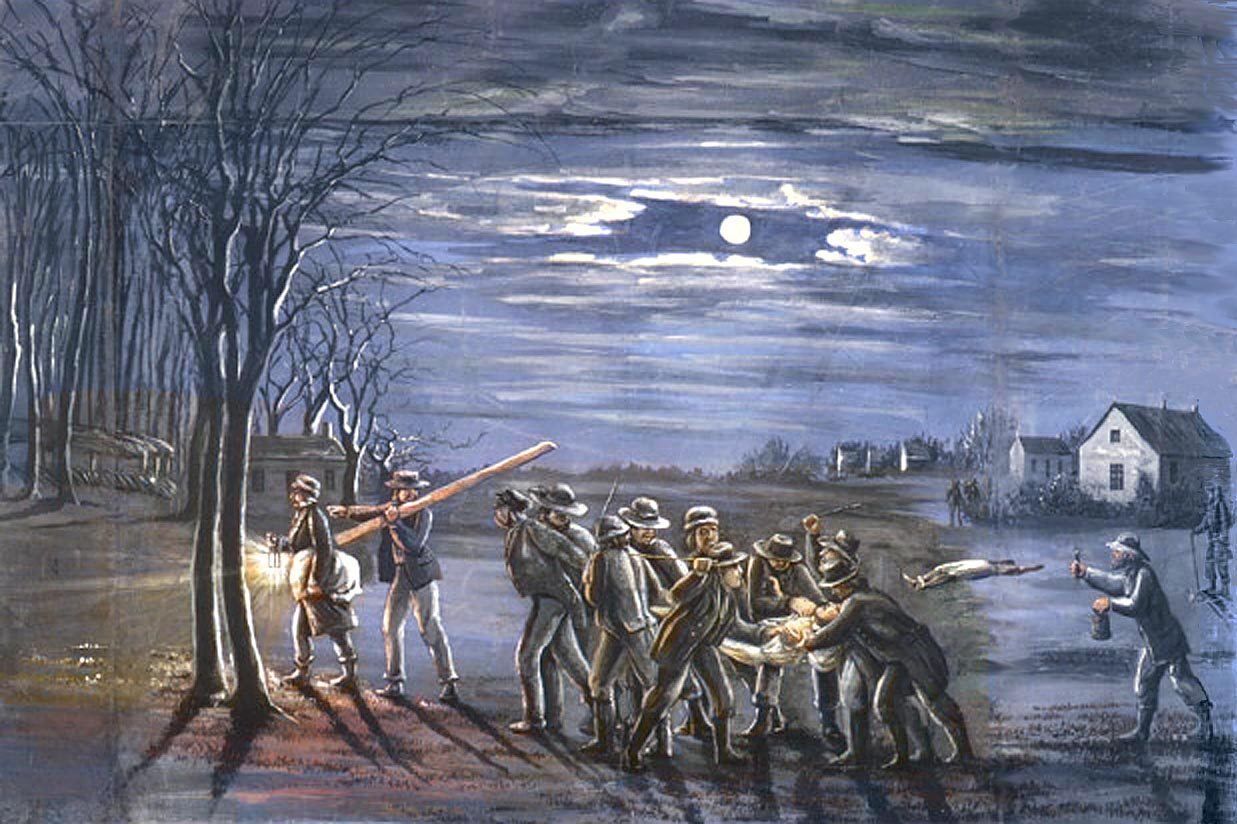
"Tarring and Feathering the Prophet"
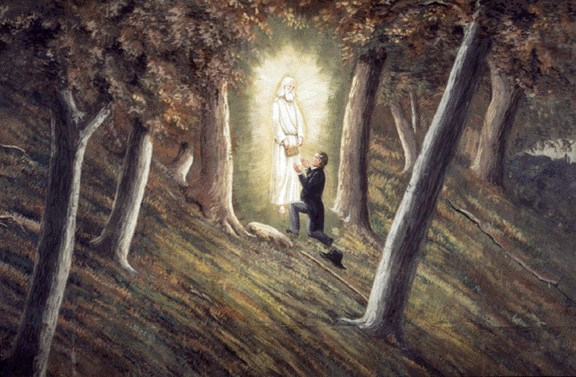
"The Hill Cumorah". Joseph Smith mottar guldplåtarna av ängeln Moroni.
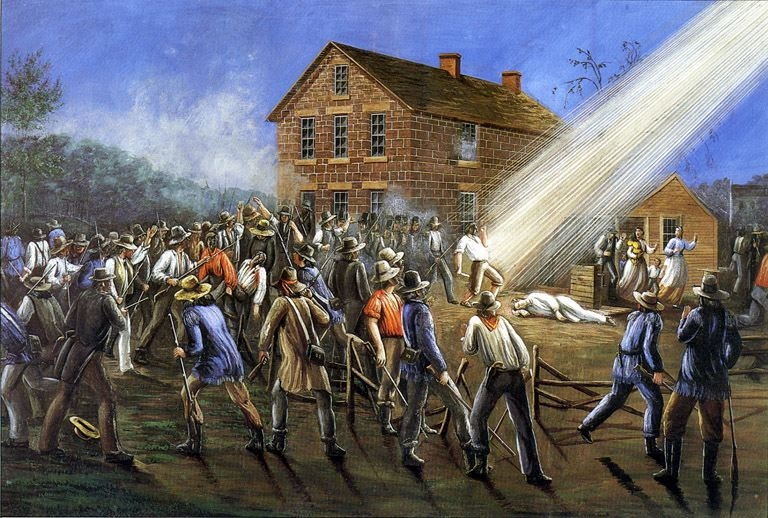
"Exterior of Carthage Jail" skildrar Joseph Smiths död.

- Wikimedia Commons har media som rör C.C.A. Christensen.